# Forever Tango
Forever Tango – spektakl muzyczno-taneczny tanga argentyńskiego.
Forever Tango Luisa Bravo jest przykładem tango show. Po raz pierwszy spektakl został pokazany w San Francisco w 1994 roku a w 1997 został pokazany na Broadwayu, gdzie był grany ponad rok. Spektakl jest grany do tej pory (2007) chociaż w Buenos Aires pokazany był tylko jeden raz.   Spektakl przyczynił się do międzynarodowej kariery Carlosa Gavito i jego partnerki Marceli Duran oraz stylu milonguero.